# Luhove, Ivanîci
Luhove (în ucraineană Лугове) este un sat în comuna Mîșiv din raionul Ivanîci, regiunea Volînia, Ucraina.

## Demografie
Componența lingvistică a localității Luhove
     Ucraineană (99,58%)
     Alte limbi (0,42%)
Conform recensământului din 2001, majoritatea populației localității Luhove era vorbitoare de ucraineană (99,58%), existând în minoritate și vorbitori de alte limbi.